# Antonio del Moral López
Antonio del Moral y López (Ciempozuelos; 7 de agosto de 1849-La Coruña, 28 de enero de 1924) fue un militar y político español. 

## Biografía
Hijo de José Benigno del Moral y Galán, propietario rentista y de María de todos los Santos Ramona López y Serrano, su familia paterna había repoblado Ciempozuelos en el siglo XV por privilegio del Rey de Castilla. Cursa sus estudios militares en el Real Colegio de Artillería de Segovia donde ingresa en 1866. En el arma de artillería alcanza los grados de teniente (nombrado por Real Orden de 27 de noviembre de 1874), y capitán (por Real Orden de 25 de noviembre de 1877) y participa en escaramuzas en el transcurso de la tercera guerra carlista que van conformando su espíritu liberal. 
El 26 de septiembre de 1878 contrae matrimonio con Clotilde Sanjurjo Flórez de Losada, hija de los IX condes de la Torre Penela, de ilustre familia coruñesa. Comienza entonces su creciente interés por la política, ingresando en el Partido Liberal. Diputado por este partido en las legislaturas de 1879 por el distrito de Getafe y en las de 1881, 1883, 1885 y 1886 por el distrito de La Coruña es designado el 24 de marzo de 1883 Secretario del Congreso de los Diputados, puesto que ocupa durante un año. Será igualmente vocal de la junta consultiva del Instituto Geográfico y Estadístico desde 1884.
El triunfo de su partido en las elecciones de septiembre de 1885 hace que el 15 de diciembre de 1886 sea nombrado Gobernador civil de Sevilla iniciando una prolífica carrera como administrador público. El 17 de diciembre de 1887 es nombrado Gobernador civil de Guipúzcoa y en 1888 de Málaga donde cesa en agosto de 1889. El nuevo triunfo electoral liberal  de diciembre de 1892 hace que le encomienden un puesto en ultramar y es nombrado Gobernador de la Región Occidental de la Isla de Cuba con sede en Santiago de Cuba el 6 de enero de 1893. Previamente, y desde el año 1890, ostentaba ya el grado de Comandante de Artillería. Sus eficaces gestiones al cargo de la Región le hacen merecedor de la confianza del Ministro de Ultramar Antonio Maura quien lo promueve al cargo de Intendente General de la Isla de Cuba por Real Orden de 28 de septiembre de 1893.
Su gestión al frente de la hacienda cubana es muy relevante procediendo a una reordenación necesaria de los ingresos por aduanas. A tal efecto realiza una mejora del sistema estadístico que producía problemas en el cobro de los impuestos sobre el petróleo y el gas. Por esta gestión fue nombrado por Orden del 23 de enero de 1894 caballero gran cruz de la Orden de Isabel la Católica. Cesa en La Habana el 5 de julio de 1895 y regresa a España donde ocuparía puestos en las Cortes, abandonando ya puestos de responsabilidad política. 
Será de nuevo diputado en las legislaturas de 1896,1898, 1899 y 1903. Asimismo será senador por La Coruña en las legislaturas de 1888, 1889, 1890, 1901, 1902 y 1905-1907, siendo experto en delitos electorales.
En el ámbito mercantil mantendrá la explotación del balneario de los "Baños vellos" de Carballo que su esposa había heredado de su padre Pedro Sanjurjo Pérez.

## Descendencia
De su matrimonio con Clotilde Sanjurjo Flórez de Losada habría los siguientes hijos:
- José del Moral Sanjurjo, también diputado, casado con María Josefa Martínez García
- Antonio del Moral Sanjurjo, abogado, casado con Encarnación Aguado Santiyán.
- María del Moral Sanjurjo, casada con Raimundo Riestra Calderón,  marqués de Riestra y padres del político Antonio Riestra del Moral.
- Eduardo del Moral Sanjurjo
- Pedro del Moral Sanjurjo